# Hammarö landsfiskalsdistrikt
Hammarö landsfiskalsdistrikt var 1918–1964 ett landsfiskalsdistrikt i Värmlands län, bildat som Karlstads landsfiskalsdistrikt när Sveriges indelning i landsfiskalsdistrikt trädde i kraft den 1 januari 1918, enligt beslut den 7 september 1917. När Sveriges nya indelning i landsfiskalsdistrikt trädde i kraft den 1 januari 1952 (enligt kungörelsen 1 juni 1951) ändrades distriktets namn till Hammarö landsfiskalsdistrikt. Den 1 januari 1965 avskaffades i Sverige samtliga landsfiskaler och landsfiskalsdistrikt, och deras arbetsuppgifter delades upp på de nyskapade indelningarna polisdistrikt, åklagardistrikt och kronofogdedistrikt.
Landsfiskalsdistriktet låg under länsstyrelsen i Värmlands län, och landsfiskalen var baserad i Karlstad.

## Ingående områden
Den 1 januari 1934 (enligt beslut den 24 mars 1933) inkorporerades Karlstads landskommun i Karlstads stad och dess område överfördes då från landsfiskalsdistriktet till staden. Den 1 januari 1944 utbröts Forshaga köping ut ur Grava landskommun. 1 januari 1950 ombildades Hammarö landskommun till Hammarö köping. Den 1 januari 1952 ändrades distriktets omfattning då Nyeds landskommun tillkom medan Forshaga köping och Grava landskommun överfördes till Kils landsfiskalsdistrikt.

### Från 1918
Karlstads härad:
- Grava landskommun
- Hammarö landskommun
- Karlstads landskommun

### Från 1934
Karlstads härad:
- Grava landskommun
- Hammarö landskommun

### Från 1944
Karlstads härad:
- Forshaga köping
- Grava landskommun
- Hammarö landskommun

### Från 1950
Karlstads härad:
- Forshaga köping
- Grava landskommun
- Hammarö köping

### Från 1 januari 1952
- Hammarö köping
- Nyeds landskommun